# Revilla Vallejera
Revilla Vallejera est une commune d'Espagne dans la communauté autonome de Castille-et-León, province de Burgos. Elle s'étend sur 27,46 km2 et comptait environ 103 habitants en 2011.